# Bothrocophias microphthalmus
Bothrocophias microphthalmus é uma espécie de serpente da família Viperidae. Pode ser encontrada no Equador, Colômbia, Brasil (Rondônia), Peru e Bolívia.